# Christina's World
Christina's World é a pintura mais famosa já feita pelo pintor norte-americano Andrew Wyeth, e uma das mais bem conhecidas pinturas do século XX. Pintado em 1948, este trabalho de têmpera é mostrado no Museu de Arte Moderna em Nova Iorque. Ela retrata Christina Olson, que sofreu de diversos problemas de deterioração muscular que paralisou a parte inferior de seu corpo (parecido com a doença de Charcot-Marie-Tooth), tendo que arrastar-se por todo o terreno para escolher produtos hortícolas a partir de seu jardim. Ela é o tema de uma série de outras pinturas de Wyeth (muitas incluindo o irmão de Christina). Surpreendentemente, embora Christina seja o tema desta peça artística, a obra de Wyeth foi criada a partir de alguém que não era uma modelo, a esposa de Wyeth, Betsy foi a pessoa representada na obra.
A casa em Cushing, Maine, onde Wyeth estava quando viu a cena que o inspirou para fazer a pintura, continua de pé, apesar de que na representação de Wyeth havia um celeiro perto da casa, que não existe mais. Conhecida como a casa de Olson, ela está sob o Registro Nacional de Lugares Históricos.